# Cephalopactis hybrida
Cephalopactis hybrida là một loài thực vật có hoa trong họ Lan. Loài này được (Jáv.) Domin mô tả khoa học đầu tiên năm 1926.